# Ballotin

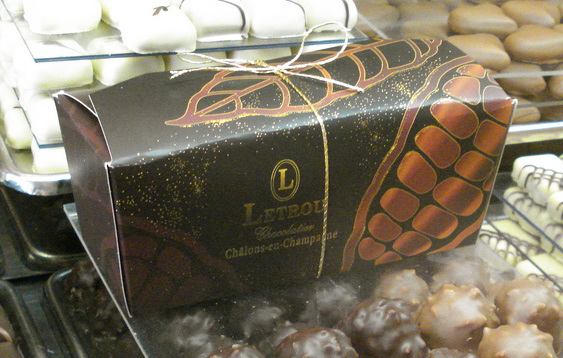
Les ballotins sont souvent fermés par un ruban ou une ficelle.

Un ballotin est une petite boîte en carton destinée à contenir des pralines.
C'est Louise Agostini, l'épouse de Jean Neuhaus, qui créa ce type d'emballage en 1915, pour les pralines de la société de son mari, car le cornet les écrasait. À l'époque, Jean Neuhaus avait renoncé à breveter le ballotin, de sorte que cet emballage est aujourd'hui utilisé par bien des fabricants de pralines et de truffes assorties. 
Le ballotin est généralement maintenu fermé par un ruban étroit, le bolduc.
En agriculture, ballotin désigne une petite balle ou une petite botte.